# Gerogerigegege
Gerogerigegege (japanisch ゲロゲリゲゲゲ in etwa Kotz-Durchfall-Spiel-Spiel-Spiel, oder Kotz-Durchfall gefolgt von der Wiederholung eines gutturalen Lauts), auch The Gerogerigegege ist ein 1985 gegründetes Japanoise-Projekt.

## Geschichte
Der damals 45-jährige Tetsuya „Gero 30“ Endoh und der 18-jährige Juntaro Yamanouchi gründeten Gerogerigegege 1985. Neben dem Duo waren über die Jahre ihrer Aktivität wechselnde Musiker Teil der Gruppe. Die Band entstand einerseits aus der musikalischen Neigung zu Noise und Punk, insbesondere Ramones, andererseits aus dem Bestreben, radikale Performancekunst zu gestalten. Das Duo blieb dabei der zentrale Kern der Band. Yamanouchi agierte als Sänger, während Endoh, die Rolle des Performers übernahm und sich Masturbation und möglichst unangepassten Verhaltensweisen widmete.
Im Jahr 1985 debütierte das Duo mit einer EP über ZSF Produkt, dem Label von Masami Akita, debütiert. Yamanouchi gründete bald darauf mit Vis A Vis Audio Arts ein eigenes Label über das 1987 das erste Album Senzuri Champion veröffentlicht wurde. Seit der selbstbetitelten EP aus dem Jahr 1985, folgte bis 1999 eine Fülle weiterer Veröffentlichungen, die sich überwiegend „Senzuri“, männlicher Masturbation, widmete.
In den 1990er erfuhr Gerogerigegege in den Vereinigten Staaten besondere Aufmerksamkeit. Die Veröffentlichungen der Bang gelang in den Vertrieb kleiner Musikgeschäfte und die Rotation verschiedener College-Radios. Thurston Moore entdeckte die Band neben anderen während einer Tournee mit Sonic Youth. Im Jahr 1995 nutzte er die Musik der Band und weiterer Japanoise-Interpreten für einen Remix des Stücks Rising von Yoko Ono, was durch die erst nachkommende Bitte um Genehmigung, international für Aufmerksamkeit sorgte. Nach dem Jahr 2001 blieben neue Veröffentlichungen des Projektes lange aus. Erst 2016 kehrte Yamanouchi mit neuen Aufnahmen ohne Endoh zurück. Seither erscheinen sporadisch neue Veröffentlichungen.

## Stil
Überwiegend wird Gerogerigegege als Japanoise wahrgenommen und mit Interpreten wie Merzbow und Masonna in Relation gesetzt. Dabei veröffentlichte Gerogerigegege auch Alben mit geradlinigerem Rock wie Sexual Behaviour in the Human Male, die „Rockmusik, mit Anweisungen zum Sex und Samples mischt“, klassischem Noise wie 45 RPM Performance oder Ambient wie None Friendly, Endless Humiliation. Das bekannteste Album Tokyo Anal Dynamite kombiniert „Grindcore und dumpfes Geschrei.“ Alle Stücke beginnen damit, dass Yamanouchi verstümmelte Titelnamen brüllt, die gelegentlich bekannte Stück der Rockmusik, wie Boys don’t Cry von The Cure oder Satisfaction von The Rolling Stones erinnern, gefolgt von einem ebenso gekreischten „1-2-3-4“. Anstelle des identifierbaren Covers oder eines Stücks Rockmusik folgen dissonante Frequenzen, kreischenden Industrial und rasendes Schlagzeugspiel.

### Performance
Endoh masturbierte während nahezu jedes Auftritts unter Zuhilfenahme eines Staubsaugers. Dazu stand Endoh nackt auf einem Podest, die Hände weit nach oben weggereckt mit dem Staubsauger am Genital befestigt. Zu einem anderen Auftritt verzichtete das Duo gänzlich auf eine Musikdarbietung und präsentierte dem Publikum in größtmöglicher Stille und Konzentration die gegenseitige Koprophagie der Musiker. Die ersten Auftritte der Band fanden dabei 1986 in den Clubs der Schwulenszene statt, in der sich das Duo kennengelernt hatte.
Mit solchen Aktionen erlangte die Band große Bekanntheit in der Noise-Szene. Ihre Performance folgte oft der Motivation konventionelle Erwartungen zu zerschlagen. „Zu ihren exzentrischsten Possen gehörte eine Release-Show, bei der sie ahnungslose Fans mit dem Versprechen einer neuen Platte lockten. Das endete damit, dass Juntaro einen Großteil der Platten in einem improvisierten Lagerfeuer anzündete, gefolgt von Bandmitglied Gero 30, der auf Kommando öffentlich masturbierte.“

### Veröffentlichungsformate und Gestaltung
Gerogerigegege wurde dafür bekannt, Veröffentlichungen in extrem limitierter Auflage herauszubringt. Einige dieser Veröffentlichungen folgten dem dadaistischen Performance-Kunst-Ansatz. So beinhaltete die Hülle der Kassette ART IS OVER keinerlei Tonträger, sondern einen abgetrennten Tintenfischtentakel sowie den Klappentext „Fuck Compose, Fuck Melody, Dedicated to No One, Thanks to No One, ART IS OVER.“ Das gezielt nach dem Tod Hirohitos entstandene und 1989 veröffentlichte Shōwa beinhaltete, ein dafür gebuchtes Paar, das zur japanischen Hymne Geschlechtsverkehr vollzog. Die EP Night hingegen enthält die Aufnahme eines Mannes, der nach dem „1-2-3-4“-Einzählen, dass Yamanouchi von Ramones übernommen hatte und häufig nutzte, defäkiert. Shakig Box Music/You are Noisemaker wurde als Metallbox mit leeren Kassetten und der Anweisung veröffentlicht, sie zu schütteln, um eigene Geräusche zu machen. This is Shaking Box Music Part 2 enthielt hingegen eine zerstörte Kassettenkopie der EP Mother Fellatio. Als Höhepunkt der Bandgeschichte und Klassiker des Japanoise gilt dabei das 1990 veröffentlichte Live-Album Tokyo Anal Dynamite, dass Grindcore, Noise und Punk vermengt. Insbesondere späte Veröffentlichungen verdeutlichen hinzukommend über Coverbilder und die weitere grafische Aufbereitung Verweise auf Homosexualität und Fetischismus.

## Diskografie (Auswahl)
| Alben (Viele der Alben dokumentierten Auftritte) - 1987: Senzuri Champion (Vis A Vis Audio Arts) - 1988: 昭和 (Vis A Vis Audio Arts) - 1990: Tokyo Anal Dynamite (Vis A Vis Audio Arts) - 1991: Live Greatest Hits (Vis A Vis Audio Arts) - 1991: Senzuri Power Up (Vis A Vis Audio Arts) - 1992: 45RPM Performance (Dark Vinyl Records) - 1993: Hotel Ultra (Kubitsuri Tapes) - 1993: Nothing to Hear, Nothing to… 1985 (Noise) - 1994: Endless Humiliation (Japan Overseas) - 1994: Instruments Disorder (Mediacapsule) - 1995: Piano River (Vis A Vid Audio Arts) - 1996: Mort Douce Live (Sound Factory) - 1999: Hell Driver (Dirter Promotions) - 1999: None Friendly (Mink) - 1999: RRRecycled Music (RRRecords) - 2001: Saturday Night Big Cock Salaryman (Full Volume Agency) - 2016: 燃えない灰 (Eskimo Records) - 2019: Uguisudani Apocalypse (The Trilogy Tapes) - 2020: Piss Shower Girlfriend (F.O.A.D. Records) - 2020: >(decrescendo) (Cav Empt) - 2021: 直美のオナニーと若草寮案内 RE-ISSUE (Urashima) - 2022: >(decrescendo) Final Chapter (Urashima) | Singles und EPs - 1985: The Gerogerigegege (ZSF Produkt) - 1988: Sexual Behavior in the Human Male (Transrecords) - 1990: All My Best, with Love Juntaro (Stomach Ache Records) - 1990: William Bennett Is My Dick (Stomach Ache Records) - 1992: More Shit E.P. (Baby Huey) - 1992: Senzuri Monkey Metal Action (Psycho Mania Records) - 1993: Night (Ant-Zrb) - 1993: Yellow Trash Bazooka (SOA Records) - 1993: Mother Fellatio (A.I.P.R.) - 1994: Life Documents (Fourth Dimension Records) - 1994: Senzuri Fight Back (Turbine Industries, Hachimitsu) - 1995: All You Need Is Audio Shock (Regurgitated Semen Records) - 1995: Veel Plezier met de Gerogerigegege! (Meeuw Muzak) - 1995: Wreck of Rock ‘n’ Roll Former Self (A.I.P.R.) | Split und Kollaboration - 1996: Seven Inches of Meat (Mit Origami Erotika, Jazzassin Records) - 1996: “Ramones” (Mit Bastard Noise, Vis A Vid Audio Arts) - 1997: Eternal Energy (Mit Psyalpinx, Scrotum Records) Kompilationen - 1994: Singles 1985–1993 (Work In Progress) - 1998: Recollections of Primary Masturbation (Onkel Tuka Records) - 2012: All You Need is an Audio Shock by Japanese Ultra Shit Band (Vis A Vid Audio Arts) |